# Adolfo Muñoz
Adolfo Alejandro Muñoz Cervantes (* 12. Dezember 1997 in Buena Fe) ist ein ecuadorianisch-spanischer Fußballspieler.

## Karriere

### Verein
Erst startete seine Karriere in der Jugend des CD El Nacional, von wo er zum Jahresbeginn 2015 von der U20 fest in die erste Mannschaft wechselte. Hier spielte er für vier Jahre und wechselte danach im Januar 2019 zu LDU Quito. Seit der Saison 2022/23 steht er im Kader von Guayaquil City.

### Nationalmannschaft
Sein Debüt in der ecuadorianischen Nationalmannschaft hatte er am 17. November 2020 bei einem 6:1-Sieg über Kolumbien während der Qualifikation für die Weltmeisterschaft 2022. Hier stand er in der Startelf, musste aber bereits nach 32 Minuten das Spielfeld verlassen und wurde danach von Gonzalo Plata ersetzt.